# LG G3
LG G3 (D855) — Android-смартфон, разработанный LG Electronics как часть серии LG G. Впервые выпущенный в Южной Корее 28 мая 2014 года, он является преемником LG G2 2013 года. Унаследовав элементы дизайна от G2, такие как тонкие рамки экрана и расположенные сзади кнопки питания и регулировки громкости, G3 отличается, прежде всего, тем, что является первым смартфоном от крупного производителя с дисплеем 1440p и наличием инфракрасной гибридной автофокусировки. система для своей камеры. Его разрешение видео было обновлено до 2160p (4K). LG также рекламировала пластиковую «металлическую оболочку» устройства, призванную придать устройству более качественный внешний вид, и «более простой» пользовательский интерфейс со встроенной интеллектуальной системой персонального помощника. Батарея может быть быстро заменена пользователем, что позволяет носить с собой заряженные запасные батареи.
LG G3 получил в основном положительные отзывы, критики высоко оценили внешний вид, производительность и программное обеспечение устройства. LG раскритиковали за использование искусственного металлического пластика вместо настоящего металлического материала для внешнего вида.
Дисплей 1440p также считался передовой технологией из-за низкого уровня яркости, высокого энергопотребления батареи и использования искусственного повышения резкости. За первые 11 месяцев продаж устройства было продано 10 миллионов единиц G3.

## Спецификации

### Аппаратное обеспечение
LG G3 построен на четырёхъядерном процессоре Qualcomm Snapdragon 801 с частотой 2,5 ГГц, имеет 2 ГБ оперативной и 16 ГБ встроенной памяти с поддержкой карт памяти до 128 ГБ. Смартфон также оснащен QHD дисплеем диагональю 5,46 дюйма с плотностью пикселей 538 ppi (точек на дюйм) и разрешением 2560×1440. Ёмкость аккумулятора составляет 3000 мАч. Также в G3 имеется беспроводная зарядка.
В смартфоне имеется ряд как «умных», так и обычных функций и приложений:
- 1. Knock Code
- 2. Гостевой режим
- 3. Всплывающие подсказки
- 4. Технология беспроводной зарядки
- 5. Датчик освещенности
- 6. Цифровой компас
- 7. Акселерометр
- 8. Гироскоп
- 9. Датчик приближения
- 10. Серийная съемка
- 11. Двусторонняя съемка
- 12. Панорамная съемка

Камера смартфона тоже подверглась существенным изменениям. Это 13-мегапиксельный OIS+ модуль с лазерным автофокусом, улучшенной оптической стабилизацией и наличием двойной вспышки. Фронтальная же камера имеет разрешение 2,1-мегапикселей.

### Программное обеспечение
LG G3 поставляется с операционной системой Android 4.4.2 «KitKat». Так же как и в предыдущих версиях LG G, G3 содержит нововведения предыдущих устройств LG. В ноябре 2014 года компания LG начала выпускать обновления до Android 5.0 Lollipop. В декабре 2017 года стало доступно обновление до Android 8.1.0 Oreo.

## Прием
G3 был встречен критиками положительно. Пластиковую заднюю крышку G3 хвалили за то, что она менее подвержена смазыванию отпечатков пальцев, чем у G2, однако LG критиковали за использование имитации металлической отделки, а не настоящего металла. По сравнению со смартфонами, явно продаваемыми как фаблеты, такими как серия Galaxy Note, G3 считался более «удобным» и похожим на телефон из-за его компактной формы и гладкого внешнего вида. Также было отмечено высококлассное аппаратное обеспечение G3: Engadget описал его характеристики как список желаний поклонника Android, но с точки зрения удобства использования размер экрана определенно будет натяжкой для некоторых людей. Пересмотренный внешний вид пользовательского интерфейса G3 получил высокую оценку за более чистый внешний вид, чем в предыдущих итерациях, хотя The Verge признала, что все больше OEM-производителей Android стандартизируют внешний вид своих интерфейсов, чтобы он больше напоминал дизайн, используемый Google. дистрибутив операционной системы Android.
Дисплей G3 получил высокую оценку за хорошую цветопередачу, яркость и углы обзора, при этом Engadget отметила, что его образец содержимого 1440p «выглядел четким и прекрасно воссозданным». Тем не менее, критики были неоднозначны в отношении того, обеспечивает ли дисплей какие-либо достаточные преимущества или разницу в качестве по сравнению с дисплеем 1080p для повседневного использования, также учитывая, что контент, оптимизированный для этого разрешения, еще не был доступен. Ars Technica выразила обеспокоенность по поводу потенциального влияния дисплея на использование батареи и заявила, что Samsung Galaxy S5 имеет лучший коэффициент контрастности и его легче увидеть на улице. Mobile Syrup расценил качество дисплея G3 как худшее, чем у предыдущего G2, отметив более низкую максимальную яркость (включая программные алгоритмы затемнения экрана G3), уменьшенные углы обзора и насыщенность цветов из-за жертв, на которые LG пошла, чтобы сохранить время автономной работы G3. Anandtech также был неоднозначным, отметив, что дисплей G3 давал «явно перенасыщенные цвета почти в любой ситуации», имел более слабую подсветку, чем G2, и использовал систему программного улучшения краев, которая приводила к заметным визуальным артефактам. Утверждая, что дисплей с разрешением 1440p влияет на время автономной работы, было отмечено, что по сравнению с его конкурентами время автономной работы G3 по-прежнему было «намного выше того, что мы видели у флагманов 2013 года (Snapdragon 600)».
За первые одиннадцать месяцев продаж было продано около 10 миллионов единиц G3.